# عصب‌پژوه
عصب‌پژوه معادل فارسی کلمه (به انگلیسی: Neuroscientist) است.
عصب‌پژوه به فردی گفته می‌شود که به پژوهش در علوم عصب پایه(به انگلیسی: Neuroscience) یا شاخه‌های دیگر علمی مرتبط به آن می‌پردازد.
امروزه با پیوند علوم مختلف در زمینه‌های آناتومی، روانشناسی شناختی و اجتماعی، روانپزشکی و مغز و اعصاب، علم عصب‌پژوهی دارای ماهیتی میان رشته‌ای شده‌است.
از جمله رشته‌های جدیدی که در سال‌های اخیر به خانواده علوم اعصاب پیوسته‌است رشته عصب‌پژوهی اجتماعی (به انگلیسی: Social Neuroscience) است.
محققان این رشته عمدتاً به بررسی ساز و کارهای اجتماعی مغز علاقه‌مند هستند.
علم عصب‌پژوهی به‌طور سنتی سال‌های متمادی کار مغز را به صورت واحدی مجزا مورد مطالعه قرار می‌داد.
اگرچه اخیراً اهمیت بررسی کار مغز در ارتباط با محیط خود در سطوح مختلف (مولکولی، سلولی، فرد، جامعه) باعث شده این رشته به‌طور فزاینده‌ای در مرکز توجه دانشمندان علوم اعصاب قرار بگیرد.
عصب‌پژوهی کامپیوتری(به انگلیسی: Computational Neuroscience) از دیگر علوم عصب پژوهی میان رشته‌ای جدید است.
عصب‌پژوهی کامپیوتری علم مطالعه کار مغز به عنوان یک سیستم پردازش‌کننده اطلاعات است.
متخصصان این رشته یافته‌های علوم مختلف از جمله روانشناسی شناختی، ریاضیات، مهندسی و فیزیک را تلفیق می‌کنند و رفتار انسان را به زبان ریاضیات مدل‌سازی می‌کنند.
در ایران نیز سمینارهای ادواری دربارهٔ علوم عصب پایه؛ پژوهش‌ها و کاربردهای آن در ایران وجهان در بیمارستان شهدا تجریش تهران از سال ۱۳۷۴ برگزار می‌شود.